# Riama vespertina
Riama vespertina är en ödleart som beskrevs av  Kizirian 1996. Riama vespertina ingår i släktet Riama och familjen Gymnophthalmidae. Inga underarter finns listade i Catalogue of Life.